# Storkówko
Storkówko – osada w Polsce położona w województwie zachodniopomorskim, w powiecie stargardzkim, w gminie Stara Dąbrowa, położona 6 km na zachód od Starej Dąbrowy (siedziby gminy) i 9 km na północ od Stargardu (siedziby powiatu). 
Wieś położona jest przy drodze z Małkocina do Łęczycy, ok. kilometr od drogi wojewódzkiej nr 142. Na północ od zabudowań przebiega linia wąskotorowa linia kolejowa (Stargardzka Kolej Wąskotorowa, nieczynna). Liczba mieszkańców wynosi 351 osób, powierzchnia ogólna obrębu wynosi 1413 ha z czego użytki rolne 1133 ha, lasy 159 ha. 
W latach 1975–1998 miejscowość administracyjnie należała do województwa szczecińskiego. 
Pierwsza wzmianka o wsi pochodzi z 1491 roku, jednak badania archeologiczne potwierdziły istnienie grodu obronnego strzegącego drogi z Pyrzyc i Stargardu do Maszewa i Wolina już w VIII-IX wieku. W 1604 Książę pomorski Bogusław XIII, na mocy traktatu lennego przekazał Storkówko rycerskiemu rodowi von Mildenitzów. W kolejnych latach wieś jeszcze trzykrotnie zmieniała właścicieli, którzy założyli folwark. 
W połowie XIX wieku wzniesiono kościół z ciosów granitowych, z drewnianą wieżą, zakończoną ostrosłupowym hełmem pokrytym blacha. W przyziemiu wieży znajduje się dwuskokowy portal. W kościele wyposażenie z XX wieku empora chórowa, ławki oraz prospekt organowy (zdewastowany). Kościół pw. św. Stanisława Biskupa Męczennika poświęcony został w 1946 roku.
We wsi zachował się duży park podworski oraz budynki folwarku z przełomu XIX i XX wieku. 
Do Storkówka można dojechać linią MZK Stargard nr 32.